# Audrey Bakrude
Audrey Bakrude (5 mei 1984) is een Surinaams zangeres. Ze was leadzangeres van de band Apoplectic en werd als solozangeres bekend van het nummer I love SU (2010).

## Biografie

### Apoplectic
Audrey Bakrude was in de loop van de jaren 2000 tot 2015 de leadzangeres van de Surinaamse heavymetalband Apoplectic, waarvoor ze ook zelf werk schreef. Het geluid van de groep werd in 2012 toegankelijker gemaakt met andere muziekelementen, zoals een saxofoon of brassband. In 2013 maakte Apoplectic een tournee onder de naam Unleash door Suriname, Nederland en België, met in de laatste twee landen een gevarieerd publiek uit verschillende landen.

### Optredens als solo-zangeres
Ondertussen werd ze eind 2006 samen met twee leeftijdsgenoten door Helen Kamperveen geselecteerd uit een groep van oorspronkelijk honderd kinderen en jongeren voor een theaterstuk dat ze in Nederland met hen opvoerde.
In december 2010 bracht ze met Enver en Kolonel  I love SU uit, wat haar een uitgebreidere bekendheid in Suriname opleverde. Drie jaar later belandde haar lied op de zesde plaats van de  Srefidensi Top 38.
In 2012 zong zij het Spaanstalige Nadie mas van Peggy IJzer in de finale van SuriPop XVII. In 2013 zong ze tijdens Carifesta XI op het Onafhankelijkheidsplein in Paramaribo met de Haïtiaanse zanger Wyclef Jean, waar ze de rol van Shakira innam in hun vertolking van Hips don't lie.